# Anne du Palatinat
 (août 2021).
Si vous disposez d'ouvrages ou d'articles de référence ou si vous connaissez des sites web de qualité traitant du thème abordé ici, merci de compléter l'article en donnant les références utiles à sa vérifiabilité et en les liant à la section « Notes et références ».
Anne du Palatinat (en tchèque : Anna Falcká), née le 26 septembre 1329 et morte le 2 février 1353 à Prague, est une princesse de la maison de Wittelsbach, fille de Rodolphe II, comte palatin du Rhin. Elle fut reine de Germanie et de Bohême et comtesse de Luxembourg de 1349 jusqu'à sa mort, la deuxième épouse de Charles IV, futur empereur des Romains.

## Biographie
Elle est la seule fille de Rodolphe II (1306-1353), comte palatin du Rhin à partir de 1329, et de sa première épouse Anne de Goritz (morte en 1331), elle-même fille du duc Othon III de Carinthie. Par sa grand-mère Mathilde, elle est une arrière-petite-fille d'Adolphe de Nassau, roi de Germanie de 1292 à 1298. Conformément au traité de Pavie, Rodolphe II et son frère cadet Robert, neveux de l'empereur Louis IV, avaient reçu le palatinat du Rhin avec le Nordgau (Haut-Palatinat) en fief.
Le 4 mars 1349 au château Stahleck près de Bacharach, Anne épouse Charles IV de Luxembourg (1316-1378), roi des Romains, roi de Bohême et futur empereur. La première femme de Charles, Blanche de Valois, est décédée l'année précédente. Peu de temps auparavant, le comte palatin Rodolphe II s'était encore rangé du côté des adversaires de la maison de Luxembourg soutenant l'antiroi Gunther de Schwarzbourg. En novembre, Anne, déjà enceinte, est couronnée reine à la cathédrale Saint-Guy de Prague.
Son fils tant attendu, nommé Venceslas après le saint patron de Bohême, est né en janvier 1350, mais meurt en bas âge. Anne suit son enfant dans la tombe peu de temps après, le 2 février 1353. Veuf encore une fois, Charles IV se remaria avec Anne de Schweidnitz.